# Biali Rycerze Ku Klux Klanu
Biali Rycerze Ku Klux Klanu (właściwie: White Knights of the Ku Klux Klan) – organizacja składowa Ku Klux Klanu działająca w Stanach Zjednoczonych. Biali Rycerze Ku Klux Klanu powstali w Missisipi i Luizjanie na początku lat sześćdziesiątych pod przewodnictwem Samuela Bowersa. Biali Rycerze nie byli skłonni do organizowania publicznych demonstracji ani ujawniania masom żadnych informacji o sobie. W 1964 roku liczba Rycerzy sięgnęła 60 tys. Do 1967 r. liczba zmniejszyła się do około czterystu.

## Historia
Biali Rycerze byli odpowiedzialni za wiele zamachów bombowych, podpaleń kościołów, pobić i morderstw. W 1964 roku członkowie organizacji zamordowali trzech obrońców praw obywatelskich: Andrew Goodmana, Jamesa Chaneya i Michaela Schwernera. Ofiary były członkami Kongresu Równości Rasowej (CORE).
W stan oskarżenia postawiono 18 osób w tym przewodniczącego Samuela Bowersa i jego zastępcę. Finalnie skazano 6 osób. Bowers usłyszał największy wyrok – 10 lat więzienia.
Działalność Białych Rycerzy Ku Klux Klanu nie zakończyła się w latach 60. ubiegłego wieku. W 2017 roku w stan Mississippi zidentyfikował sześć działających organizacji Ku Klux Klanu, a w tym Białych Rycerzy Ku Klux Klanu.
W 1989 roku w związku z odejściem na emeryturę Samuela Bowersa Biali Rycerze mianowali nowym przewodniczącym mianowali Johnny’ego Lee Clary’ego (pseudonim Johnny Angel). Angel wielokrotnie pojawiał się w mediach i udzielał wywiadów, budując nowoczesny wizerunek Klanu. Nowy przewodniczący próbował zjednoczyć różne organizacje Klanu w Missisipi.
Równocześnie Clary był silnie infiltrowany przez FBI. Kiedy okazało się, że jego partnerka jest informatorem Federalnego Biura Śledczego, on sam odszedł z Klanu i stał się działaczem praw obywatelskich. Po tym wydarzeniu Biali Rycerze Ku Klux Klanu stracili przywództwo i podupadli.